# بوکسهایم
بوکسهایم (به آلمانی: Buxheim) یک شهر در آلمان است که در آیشتت واقع شده‌است.

## خصوصیات
بوکسهایم ۲۲٫۵۰ کیلومترمربع مساحت دارد ۴۹۵ متر بالاتر از سطح دریا واقع شده‌است.